# 曾元海
曾元海（1797年—1833年），字少坡，福建闽县人。清朝官员。

## 生平
曾元海之父曾暉春、兄曾元炳、弟曾元燮皆为进士。曾元海於道光二年（1822年）中式壬午恩科进士，选庶吉士，散馆授翰林院编修。道光八年八月初三（1828年9月11日），调任廣西學政。